# Marc Antoine l'Orateur
Pour les articles homonymes, voir Marc-Antoine (homonymie).
Marc Antoine l'Orateur (en latin Marcus Antonius Orator, v. 143-87 av. J.-C.) est un homme politique et un orateur célèbre de la République romaine, grand-père du triumvir Marc Antoine. Il fut consul en 99 av. J.-C.

## Biographie
D'après Cicéron, il fut un des plus grands orateurs de son temps, l’équivalent latin de Démosthène : son éloquence était surtout remarquable par la soudaineté, la souplesse, la verve, l'action. Il ne publia aucun de ses discours, afin qu'il pût nier avoir prononcé toute parole compromettante dont on l'aurait accusé. Il ne nous lègue donc aucune œuvre, mais Cicéron en fait le principal personnage du dialogue De Oratore, ce qui nous donne un aperçu de certaines de ses plaidoiries.
En 113 av. J.-C., il fait route vers l’Asie (province romaine) comme questeur, lorsqu'à Brindisium, il reçoit une mise en accusation pour impudicité dans l’affaire des trois vestales aux nombreux amants. La loi Memmia (ca) l’autorise à se soustraire à cette convocation car il est en mission pour le service de la République romaine. Il fait néanmoins demi-tour et revient à Rome, affichant ainsi sa totale confiance en son innocence. Ayant créé ainsi une impression favorable, il obtient son acquittement.
En 104 av. J.-C., il est préteur, puis l’année suivante propréteur en Cilicie. Il est un des premiers à monter une campagne contre les pirates basés en Cilicie, couronnée de succès. Il eut droit à un triomphe, et le Sénat lui permit de décorer les Rostres avec les éperons des navires qu'il avait capturés. Une statue lui fut même érigée. Ce succès est toutefois relatif, car il n'empêche pas ultérieurement sa fille d'être enlevée par les pirates dans sa maison de campagne d’Italie, et restituée contre rançon.
En 100 av. J.-C., il est élu consul pour l’année suivante dans un climat politique tendu. Le tribun de la plèbe Saturninus s’insurge sur le Capitole, mais est tué avant l’intervention d’Antoine qui stationnait hors de Rome avec ses troupes, attendant de défiler pour son triomphe.
En 99 av. J.-C., il est consul avec Aulus Postumius Albinus. Il témoigne en justice contre le tribun de la plèbe Sextius Titius, ami de Saturninus.
En 98 av. J.-C., il assure spectaculairement la défense de l’ancien consul Manius Aquilius Nepos, accusé de concussion : il déchire la tunique d'Aquilius pour exhiber aux jurés les glorieuses cicatrices reçues en combattant pour la République et le fait acquitter,.
En 97 av. J.-C., il est censeur avec Lucius Valerius Flaccus ; il exclut du Sénat l’ancien tribun de la plèbe Duronius parce que ce dernier avait fait abroger une loi sur les mœurs qui limitait les dépenses occasionnées par les banquets.
En 94 av. J.-C., Antoine défend son ami Caius Norbanus, poursuivi pour haute-trahison par le parti aristocratique. Antoine dévie l’objet du procès et attaque Caepion, le proconsul vaincu par les Cimbres à Orange et que Norbanus avait fait destituer et contraindre à l’exil. Cette digression lui permet de se faire bien voir du jury, composé de chevaliers, qui a eu des pertes financières importantes après cette défaite. Par cette manœuvre, Antoine obtient l’acquittement de Norbanus.
En 87 av. J.-C., Marius et Cinna se rendent maîtres de Rome et déchaînent une purge sanglante contre les partisans de Sylla. Antoine est recherché quoiqu’il ait défendu quelques années avant Marcus Marius Gratidianus, le neveu de Marius. Il se cache dans l’échoppe d’un ami artisan. Il aurait pu échapper aux recherches si son hôte, animé d'une bonne intention, n’avait pas attiré l’attention en achetant du vin de la meilleure qualité à la taverne voisine. Le cabaretier découvrit qui se cachait dans l’échoppe et, espérant une récompense, le dénonça à Marius. Ravi, Marius envoya une troupe exécuter Antoine. Le tribun militaire Publius Annius qui commandait le détachement laissa ses hommes pénétrer dans l’échoppe. Au bout d’un moment, ne les voyant pas ressortir avec la tête d’Antoine, le tribun entra à son tour dans l’échoppe et trouva ses soldats qui écoutaient Antoine exposer dans une ultime plaidoirie les raisons de ne pas le tuer. Furieux, le tribun tua Antoine de ses propres mains. Sa tête fut exposée sur la tribune aux harangues.